# Эб
Эб (фр. Haybes) — коммуна во Франции, находится в регионе Шампань — Арденны. Департамент — Арденны. Входит в состав кантона Фюме. Округ коммуны — Шарлевиль-Мезьер.
Код INSEE коммуны — 08222.
Коммуна расположена приблизительно в 220 км к северо-востоку от Парижа, в 120 км севернее Шалон-ан-Шампани, в 27 км к северу от Шарлевиль-Мезьера.
Эб был разрушен в начале Первой мировой войны, полностью перестроен в 1920 году.

## Население
Население коммуны на 2008 год составляло 2057 человек.
| 1962 | 1968 | 1975 | 1982 | 1990 | 1999 | 2008 |
| ---- | ---- | ---- | ---- | ---- | ---- | ---- |
| 2317 | 2150 | 2081 | 2096 | 2071 | 2092 | 2057 |

## Экономика
В 2007 году среди 1308 человек в трудоспособном возрасте (15—64 лет) 942 были экономически активными, 366 — неактивными (показатель активности — 72,0 %, в 1999 году было 68,2 %). Из 942 активных работали 811 человек (472 мужчины и 339 женщин), безработных было 131 (46 мужчин и 85 женщин). Среди 366 неактивных 127 человек были учениками или студентами, 100 — пенсионерами, 139 были неактивными по другим причинам.

## Достопримечательности
- Доменная печь (XVII век). Памятник истории с 1991 года.[3]

## Фотогалерея

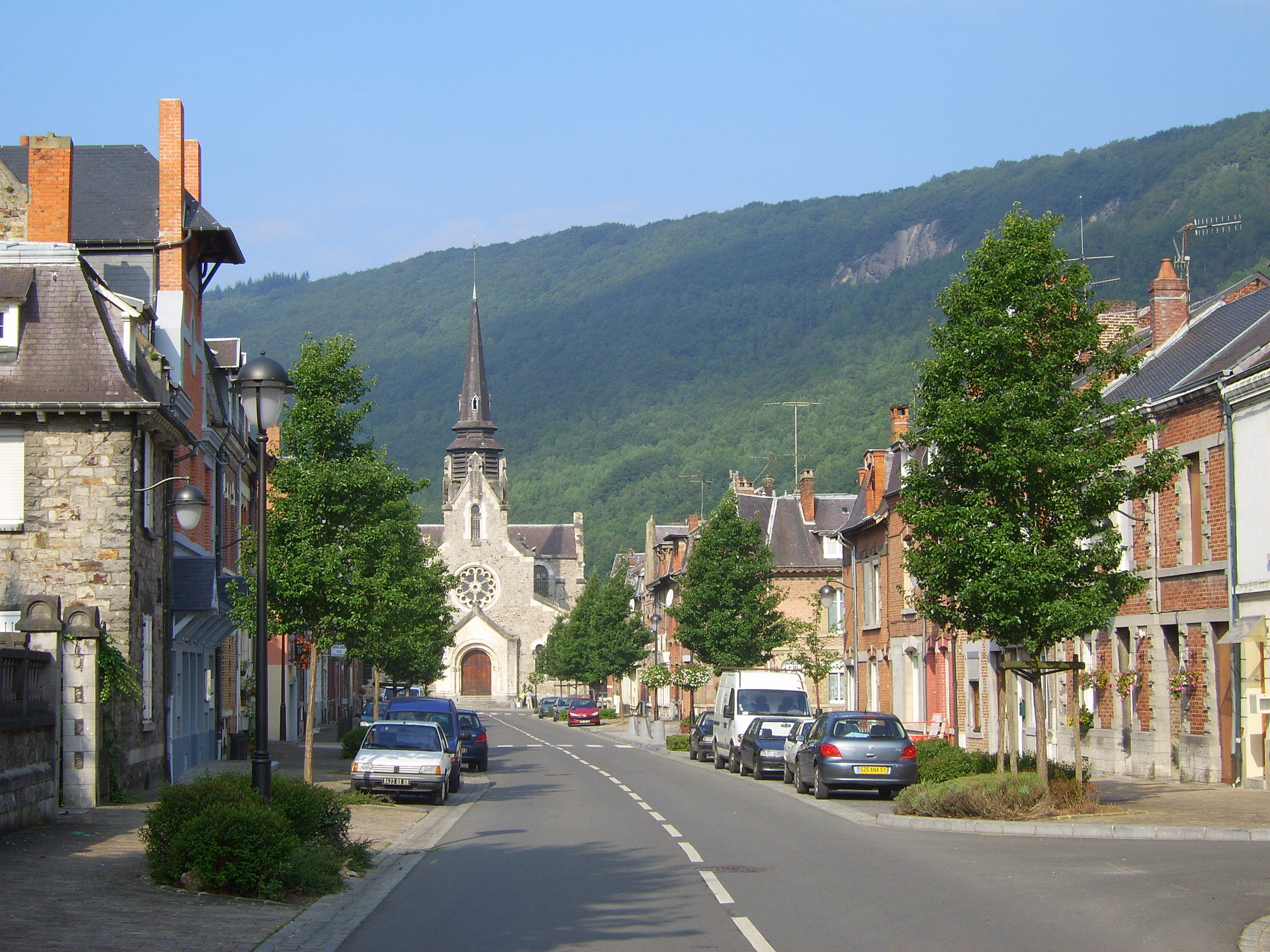
Эб
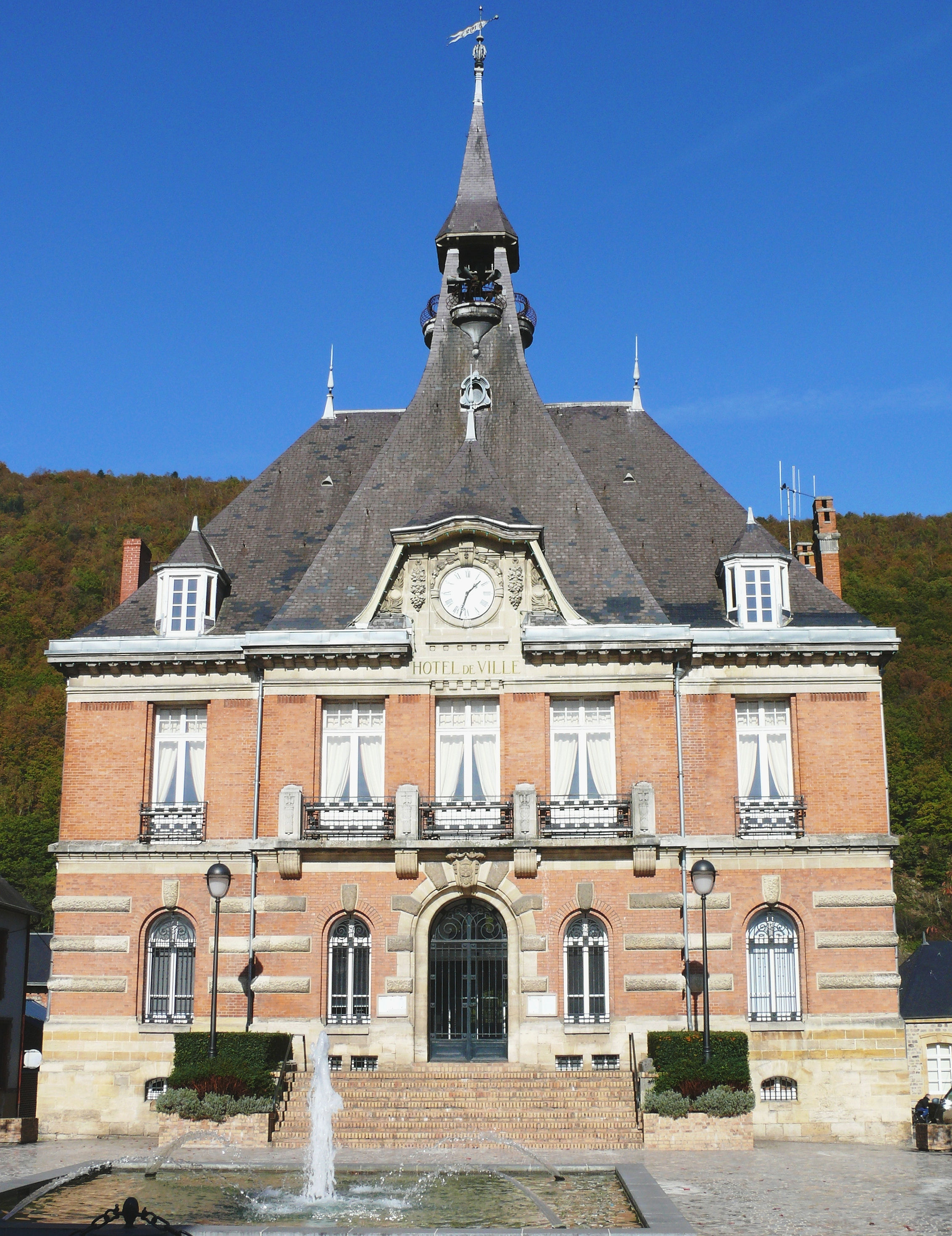
Мэрия
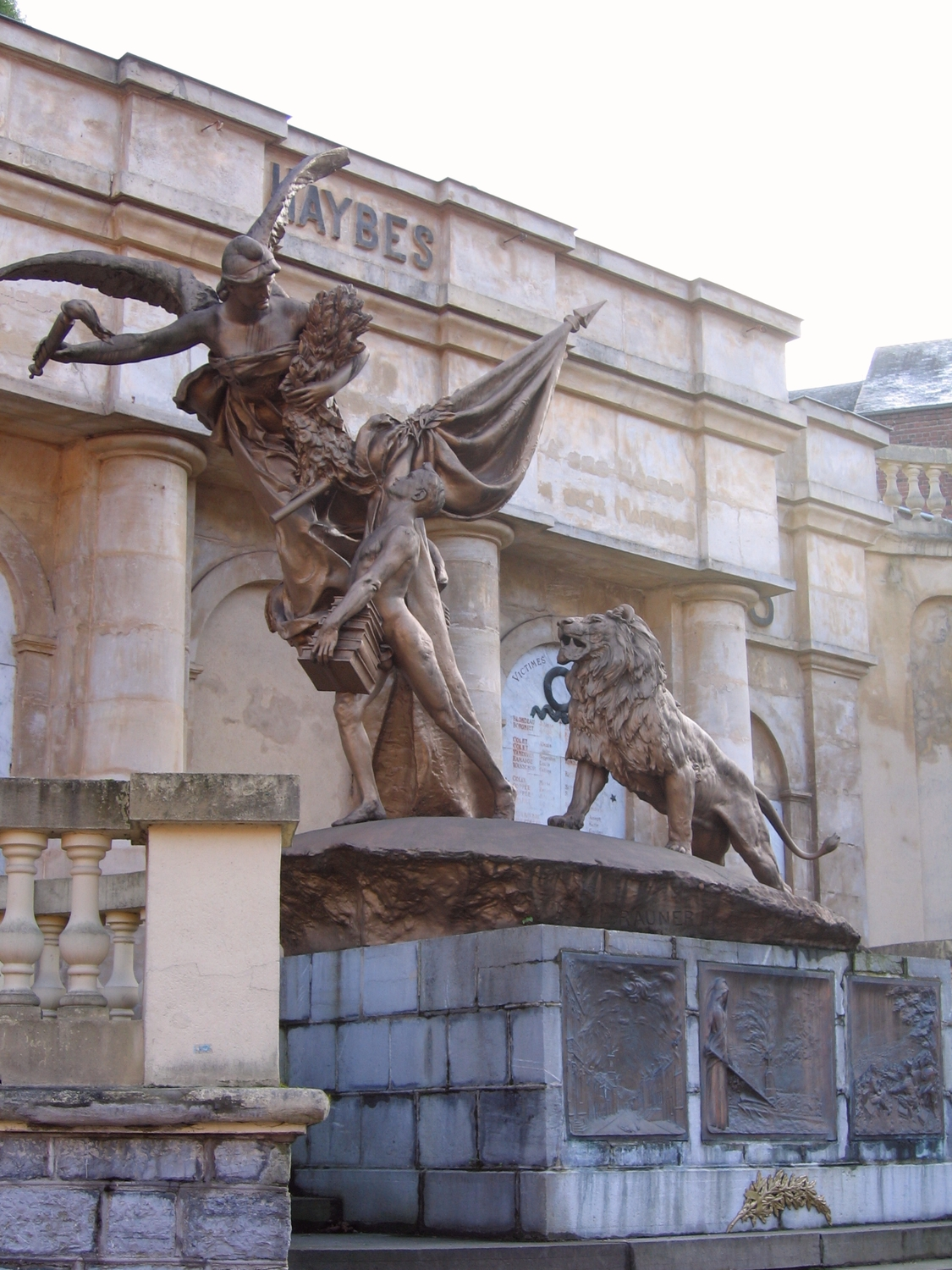
Памятник погибшим в Первой мировой войне
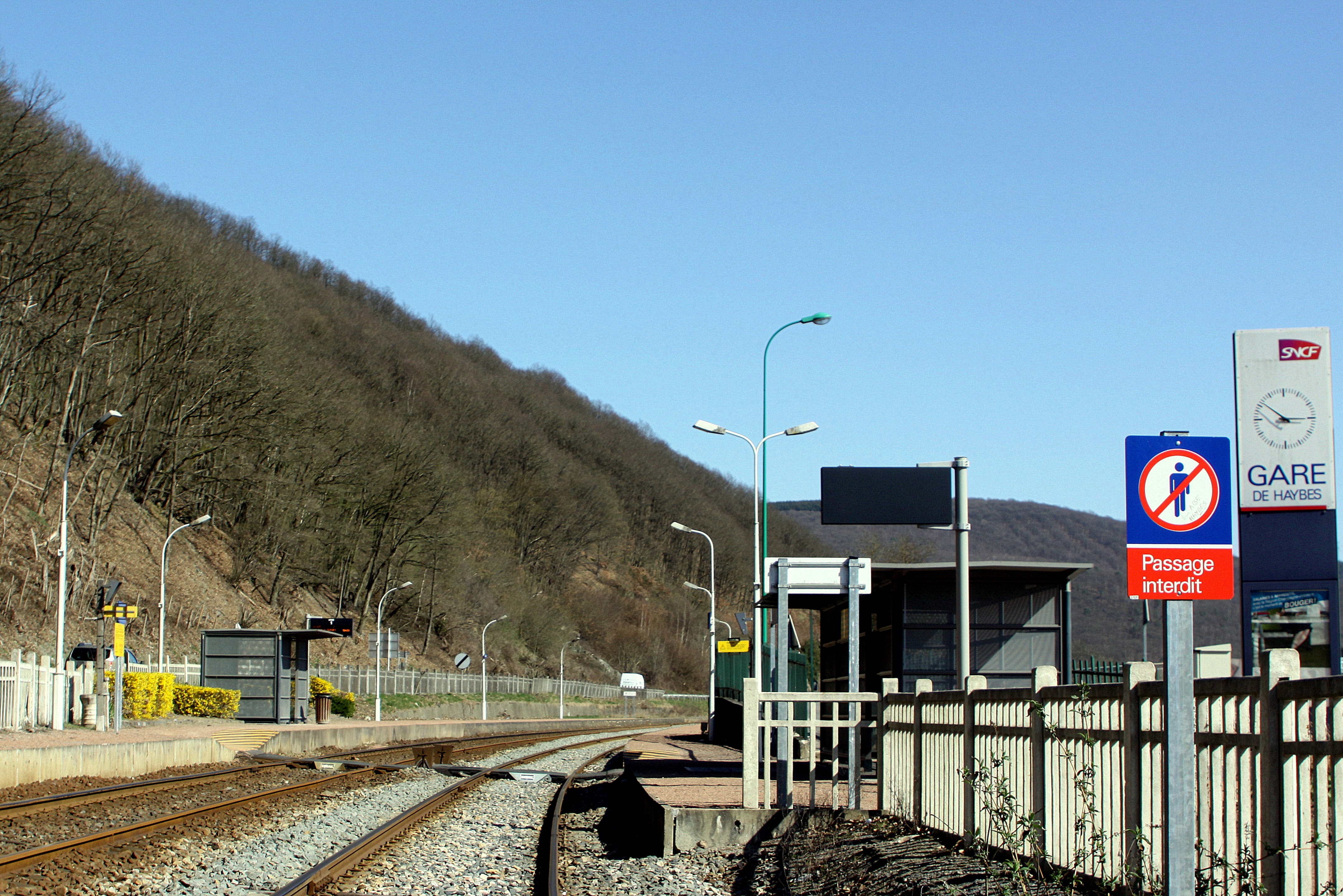
Вокзал